# Exacum nossibeense
Exacum nossibeense är en gentianaväxtart som beskrevs av J. Klackenberg. Exacum nossibeense ingår i släktet Exacum och familjen gentianaväxter. Inga underarter finns listade i Catalogue of Life.